# Nathan Dawe
Nathan Dawe (Burton upon Trent, 25 maggio 1994) è un disc jockey britannico.
Attivo dal 2010, ha ottenuto successo a livello discografico a partire dal 2019 grazie ai singoli Flowers e Lighter, entrambi certificati platino in UK.

## Carriera
Nato e cresciuto in un piccolo centro, inizia ad esibirsi come DJ dall'età di 14 anni suonando presso locali e feste varie. Contestualmente inizia a caricare alcuni mix di propria produzione sulla piattaforma SoundCloud, esplorando svariati generi musicali e creandosi un discreto seguito. Nel 2018, dopo anni di gavetta, Dawe firma un contratto discografico con la Atlantic Records e pubblica il suo singolo di debutto Cheatin', che riesce ad entrare nella classifica britannica e ad essere certificato argento in UK. Nel 2019 pubblica i singoli Repeat After Me con Melissa Steel e Flowers (cover dell'omonimo brano delle Sweet Female Attitude) con Jaykae: quest'ultimo brano raggiunge la numero 12 della classifica britannica e viene certificato platino in UK. In seguito a questo successo, Official Charts Company lo definisce come "uno degli artisti britannici esplosi in maniera più prorompente fra 2019 e 2020".
Nel 2020 pubblica il singolo Lighter, questa volta in collaborazione con KSI, raggiungendo un notevole successo commerciale: il brano raggiunge la terza posizione nella classifica britannica e gli permette di ottenere la sua seconda certificazione platino. Contestualmente inizia a lavorare ai remix ufficiali per artisti di successo come Little Mix, Jonas Blue, Ella Henderson e AJR. A dicembre 2020 collabora ancora una volta con le Little Mix nel singolo No Time for Tears, che raggiunge la 19ª posizione nella classifica britannica e viene certificata argento in UK. Il brano viene inserito nella versione "expanded" dell'album Confetti. 
Nel febbraio 2021 l'artista annuncia il suo primo tour nazionale, che si terrà a partire dal novembre 2021 compatibilmente con l'evoluzione della pandemia di COVID-19. Il 9 aprile 2021 pubblica il singolo Way Too Long, in collaborazione con Anne-Marie e MoStack. Nell'aprile 2022 collabora con la cantante Ella Henderson nel singolo 21 Reasons.

## Vita privata
Nathan Dawe è attivo come tifoso della squadra di calcio Aston Villa Football Club.

## Discografia

### Singoli
- 2018 – Cheatin
- 2019 – Repeat After Me feat Melissa Steel
- 2019 – Flowers feat. Jaykae
- 2020 – Lighter feat. KSI
- 2020 – No Time for Tears feat. Little Mix
- 2021 – Way Too Long
- 2021 – Goodbye feat. T. Matthias
- 2022 –  21 Reasons feat. Ella Henderson

### Remix (parziale)
| Titolo                      | Anno | Artista originale                     |
| --------------------------- | ---- | ------------------------------------- |
| Break Up Song               | 2020 | Little Mix                            |
| Naked                       | 2020 | Jonas Blue, MAX                       |
| Take Care of You            | 2020 | Ella Henderson                        |
| Electric Sun                | 2020 | Tiggi Hawke                           |
| Loose                       | 2020 | S1mba, KSI                            |
| Bang!                       | 2020 | AJR                                   |
| Higher                      | 2021 | Clean Bandit feat Iann Dior           |
| Don't Play                  | 2021 | Anne-Marie, KSI, Digital Farm Animals |
| Sacrifice                   | 2021 | Bebe Rexha                            |
| Anyone for You (Tiger Lily) | 2022 | George Ezra                           |